# Mont Tabor
|  | No s'ha de confondre amb Mount Tabor. |

El mont Tabor (àrab: جبل الطور, Jabal aṭ-Ṭawr; grec antic: Όρος Θαβώρ; hebreu: הַר תָּבוֹר‎) és un turó de Galilea a l'extrem nord-est de la plana d'Esdreló.
Des de l'antiguitat és considerat com un lloc sant, essent esmentat sovint a l'Antic Testament, i la tradició cristiana diu que va ser al seu cim on va haver-hi la transfiguració de Jesús. Per a commemorar-ho, el segle v s'hi va fer una basílica romana d'Orient, substituïda el 1924 per l'actual església de la Transfiguració. A nivell històric, els grecs li van dir Atabuion i els romans Atabyrius.
Dèbora i Barak van reunir els guerrers d'Israel sota la muntanya per a la batalla amb el general cananeu Sisserà.
El 218 aC Antíoc el gran va visitar la regió i va fortificar la ciutat d'Atabyrios. El 53 aC el procònsol Gabini va derrotar-hi Alexandre de Judea. En temps de Vespasià, molts jueus s'hi van refugiar. L'emperador va enviar contra ells a Plàcid, fins que els jueus es van rendir per manca d'aigua. Durant les croades van tenir-hi lloc algunes batalles i Napoleó hi va guanyar una batalla contra els turcs.